# Phytocoris schaffneri
Phytocoris schaffneri är en insektsart som beskrevs av Stonedahl 1988. Phytocoris schaffneri ingår i släktet Phytocoris och familjen ängsskinnbaggar. Inga underarter finns listade i Catalogue of Life.